# 베레타 홀딩
베레타 홀딩(Beretta Holding)은 룩셈부르크에 본사를 두고 있다. 이탈리아 산업그룹의 지주회사로 26개 기업에 직간접적으로 참여하고 있다. 이 회사는 총기 제조 왕조의 조상인 거장 바르톨로메오 베레타의 15대 후손이 경영하고 있다.